# 你在哪裡？我在這裡
《你在哪裡？我在這裡》（義大利語：Dove siete? Io sono qui）是於1993年上映的義大利劇情片。該片由莉莉安娜·卡瓦尼執導。
電影入選第50屆威尼斯影展，而安娜·博纳奥图贏得沃爾庇杯最佳女配角獎。恰拉·凱薩琳在銀緞帶獎和格羅拉金獎贏得最佳女演員。

## 劇情
福斯托的母親拒絕接受她小孩聽不見的事實，並拒絕送他去特殊學校學習盲字。他的阿姨因此教他溝通，並幫助他找到一組聾啞同學。他在改組對埃琳娜墜入愛河。由於他們父母的不確定因素，兩人互相相愛執導一系列困難讓他們看見他們住在不同的光芒。

## 主要角色
- 恰拉·凱薩琳 飾 埃琳娜·塞蒂
- 加埃塔諾·卡羅特努托 飾 福斯托
- 安娜·博纳奥图 飾 福斯托的母親
- 朱塞佩·佩魯奇奧 飾 福斯托的父親
- 瓦莱莉娅·铎比奇（英语：Valeria D'Obici） 飾 福斯托的阿姨

## 外部鏈接
- 互联网电影数据库（IMDb）上《你在哪裡？我在這裡》的资料（英文）